# Пролив на Корфу
Проливът на Корфу, наричан още и само Пролив Корфу, е проток в Йонийско море.
Протокът отделя остров Корфу от континентален Епир. Носи името си по остров Корфу.
Дължината му е 8 km, а широчината в най-тясната му част – 2 km. Свързва пристанищата на Саранда в Албания и Игуменица в Гърция.
В пролива на Корфу се случва през 1946 г. т.нар. инцидент в пролива на Корфу.